# Luke Simpkins
Pour les articles homonymes, voir Simpkins.
Luke Xavier Linton Simpkins, né le 8 juin 1964, est un homme politique australien.